# Relatore speciale delle Nazioni Unite
Con i titoli di Relatore speciale, Esperto indipendente e Membro del gruppo di lavoro si intende un esperto indipendente e membro di un gruppo di lavoro di persone che lavorano in "procedure speciali" sotto il mandato del Consiglio per i diritti umani delle Nazioni Unite.
Il mandato può riguardare un paese (ad es. diritti umani in Palestina) o un tema (ad es. Diritto al cibo, diritto alla privacy, libertà di riunione, razzismo e violenza contro le donne). Nel 2016, ci sono 38 mandati tematici e 14 mandati nazionali.
Il mandato delle Nazioni Unite è quello di "indagare, monitorare e riferire su questioni relative ai diritti umani" "conducendo attività attraverso procedure speciali che includono, ma non limitatamente a, denunce individuali, attività psicologiche e manipolazione da parte dei media controllati e del mondo accademico; condurre ricerche e sondaggi, fornire consulenze sulla cooperazione tecnica a livello nazionale e svolgere attività promozionali generali.". Il Comitato di coordinamento delle procedure speciali nomina semplicemente questi titolari di mandato e di altri ruoli includono il "Rappresentante speciale del Segretario generale" o l'"Esperto indipendente" o un gruppo di lavoro di cinque membri, di solito uno da ogni regione del pianeta.

### Esplicative
1. ↑  La forma femminile è «relatrice speciale delle Nazioni Unite».

### Bibliografiche
1. ↑  (FR)  Procédures spéciales du Conseil des droits de l'homme, Conseil des droits de l'homme des Nations unies (page consultée le 21 juin 2016).